# La pace fra le tre dee
La pace fra le tre dee (deutsch: Der Frieden zwischen den drei Göttinnen) ist ein Libretto zu einer Festa teatrale in einem Akt von Pietro Metastasio. Es wurde anlässlich der Hochzeit des Fürsten von Asturien, dem späteren spanischen König Karl IV., mit der Infantin Maria Luise von Parma am 4. September 1765 in Madrid geschrieben. Die Vertonung stammte vermutlich von Nicola Conforto. Es ist nicht sicher, ob das Werk tatsächlich aufgeführt wurde.

## Handlung
Die Szene stellt den „heiteren und hellen Palast Hymenaios’“ dar. Die Gottheiten Juno, Athene, Venus, Hymenaios und Mercurius bereiten sich auf die Feier vor. Deren Anlass, die Heirat des Prinzen von Asturien mit der Infantin von Parma, wird sofort genannt. Mercurius beschreibt die Vorzüge der Infantin in blumigen Worten, bis er von Hymenaios unterbrochen wird, der darauf hinweist, dass es gleich drei Länder gebe, die beanspruchen, ihre Heimat zu sein: Italien, Spanien und Frankreich. Hymenaios hat von Jupiter die Aufgabe erhalten, eine der drei anwesenden Göttinnen als „pronuba“ Luises auszuwählen. Die „pronuba“ war im alten Rom eine verheiratete Frau oder Schutzgöttin, welche die Braut bei der Hochzeitszeremonie unterstützen sollte. Hymenaios fühlt sich jedoch überfordert. Wie soll er unter soviel Verdienst, Glanz und Schönheit wählen, wenn sich dazu nicht einmal der Gott der Götter selbst in der Lage sieht? Die Göttinen wollen jedoch von seinen Zweifeln nichts wissen. Als erste macht Juno ihre Rechte geltend. Ihre schlichte Begründung lautet, dass sie es sei, die die Majestät des Thrones darstelle. Hymenaios wagt nicht, darauf zu antworten und bittet erst Mercurius und anschließend Venus, darüber zu entscheiden. Beide lehnen das ab. Als er dann auch Athene um ihre Meinung bitten möchte, verletzt er sie versehentlich durch eine ungeschickte Wortwahl in ihrer Würde („Deh non prendere a sdegno“ – „Oh empöre dich nicht“). In einer langen Antwort erklärt sie ihm ihre eigenen Vorzüge. Sie lehre dem Herrscher die Vernunft, die ihm zeige, wie er sich auf dem Thron zu verhalten habe. Außerdem erhalte sie das soziale Gleichgewicht, das auf der Verantwortlichkeit des Herrschers und dem Gehorsam seiner Untertanen beruhe. Sie werde diese Aufgaben auch dann erfüllen, wenn sie nicht als „pronuba“ auserwählt werde. Hymenaios überzeugt diese Rede. Er will am liebsten sofort mit Athene zum Brautpaar gehen, wird aber von Venus aufgehalten, die ihrerseits eine Rede hält. In dieser erklärt sie jedoch nicht ihre eigenen Werte, sondern sie schlägt Athene ironisch vor, in einer Art Rollenspiel ihre Attribute (Helm, Rüstung, Stab) und Funktionen mit ihr zu tauschen. Athene solle selbst die Aufgaben der Liebe und der Fruchtbarkeit übernehmen. Sie, Venus, werde im Gegenzug die Tugend lehren und den Menschen beibringen, ihre Leidenschaften zu überwinden. Hymenaios ist erneut unentschlossen. Er sieht ein, dass die königliche Braut weder auf die Liebe noch auf die Majestät oder die Tugend verzichten kann und fragt Mercurius um Rat. Dieser hilft ihm jedoch nicht, sondern erinnert lediglich daran, dass das Publikum auf seine Entscheidung wartet und die Hochzeit bis dahin aufgeschoben ist. Imenaios erklärt nun, nicht in der Lage zu sein, zwischen den unterschiedlichen Verdiensten zu wählen. Er schlägt vor, mit allen dreien gemeinsam zur Königin zu gehen. Alle sind erleichtert und freuen sich mit dem Chor, dass das Warten ein Ende hat.
Dieses Ende erweist sich jedoch als Trugschluss, denn Juno hat nicht am vermeintlichen Schlusschor teilgenommen. Mercurius bemerkt ihr Schweigen und fleht sie an, ihren Zorn aufzugeben und an der allgemeinen Freude teilzuhaben. Es stellt sich heraus, dass Juno noch immer durch das Urteil des Paris gekränkt ist. Sie wäre zwar bereit, mit Athene zur Infantin zu gehen, lehnt aber die Gesellschaft von Venus ab, denn das würde die alte Kränkung wiederholen. Athene antwortet mit einer langen Rede, in der sie auf die schlimmen Folgen dieses Urteils im Trojanischen Krieg hinweist. Sie bittet Athene, anlässlich der Hochzeit den alten Streit zu vergessen. Die endgültige Lösung kommt aber schließlich von Venus. Sie bietet an, den damaligen Siegespreis, den goldenen Apfel, Luise zu übergeben. Diese konnte schließlich von Paris nur deshalb nicht erwählt werden, weil sie damals noch gar nicht geboren war. Der Streit scheint beendet, und Athene, Hymenaios und Mercurius loben Venus bereits der Reihe nach für ihre Großzügigkeit. Aber erneut schweigt Juno. Als sie nach dem Grund gefragt wird, erklärt sie, dass es ein Schweigen des Erstaunens und der Dankbarkeit sei („No sdegno è il mio / Silenzio. È gratitudine, contento, tenerezza, stupor“). Sie fragt Venus, wie sie ihr dafür danken könne. Aber Venus meint, der beste Dank sei es, die Hochzeitsfeier nicht länger zu verzögern. Zum Ende des Stückes besingen alle gemeinsam das Glück auf der Erde und den Frieden im Himmel. Statt das Brautpaar zu preisen, feiern sie das Ende dieses grausamen Streits („Che vede il fin bramato / Di gara sì crudel“).

## Geschichte
Am 4. September 1765 wurde die 13-jährige Maria Luise von Bourbon-Parma mit dem Fürsten von Asturien, dem späteren König Karl IV. vermählt. Die Hochzeit sollte die Beziehungen zwischen den in Spanien und Parma regierenden Bourbonen festigen, und der spanische Hof gab zu diesem Anlass ein Libretto bei Metastasio in Auftrag. Bereits zwischen 1753 und 1760 hatte Metastasio auf Wunsch seines Freundes Farinelli drei Texte für Spanien geschrieben: L’isola disabitata, La ritrosia disarmata und L’ape. Farinelli war jedoch Ende 1759 nach dem Tode König Ferdinands VI. entlassen und aus Madrid verbannt worden. Metastasio erklärte ihm daher in einem Brief vom 18. Juli 1765 ausführlich, weshalb er den Auftrag dennoch annahm. Aufgrund des Todes des Brautvaters Herzog Philipp von Parma am 18. Juli und des Kaisers Franz I. am 18. August musste die Aufführung des zu diesem Zeitpunkt bereits fertiggestellten Werkes verschoben werden. Im Mai 1766 schrieb Metastasio an Tommaso Filipponi, dass er für seine Arbeit eine Belohnung in Form von fünf Tabakdosen – vier silberne und eine goldene – erhalten hatte, aber er hatte keine Information darüber, ob es überhaupt öffentlich oder auch nur im privaten Rahmen aufgeführt worden war. Eine tatsächliche Aufführung ist immer noch nicht sicher belegt, obwohl es Hinweise auf eine Vorstellung im Haus des Oberhofmeisters des Prinzen von Asturien gibt. Auch ob die Musik tatsächlich von Nicola Conforto stammt, wird lediglich vermutet. Dieses Werk ist das letzte Libretto Metastasios, das einen Wettstreit zwischen Göttern zum Thema hat. Der Titel La pace fra le tre dee erinnert an den Namen der Serenata La pace fra la virtù e la bellezza, die Metastasio 1738 zur Feier Maria Theresias geschrieben hatte. Auch inhaltlich gibt es durch die Verweise auf das Urteil des Paris Gemeinsamkeiten.
An mehreren Stellen des Werkes wird die Ironie des Dichters deutlich. So z. B. wenn Hymenaios am Anfang Mercurius’ ausgiebige Beschreibung der Infantin unterbrechen muss, damit das Publikum nicht die Geduld verliert oder wenn Hymenaios durch Junos gebieterisches erstes Plädoyer so eingeschüchtert ist, dass er Mercurius um Hilfe bittet. Venus gibt mit ihrem Vorschlag, mit Athene die Aufgaben zu tauschen, vor, auf ihren eigenen Anspruch verzichten zu wollen – verlangt aber gleichzeitig von Athene, dass diese ihre traditionellen Aufgaben der Liebe und Fruchtbarkeit übernimmt.
Die Darbietung des Stückes selbst wird als „Spielverderber“ dargestellt. Es hat nicht die Funktion einer auf die eigentliche Hochzeit folgenden Feier, sondern den Zweck, durch die Verzögerung derselben das spätere Vergnügen vorwegzunehmen. Es muss lang genug sein, um die Freuden des Wartens genießen zu lassen, aber gleichzeitig kurz genug, um nicht zu langweilen.
Mercurius’ flehende Arie vor dem zweiten Teil bildet den eigentlichen dramatischen Höhepunkt des Werkes. Entsprechend besitzt sie auch eine erweiterte Form von zwei Strophen mit je sechs fünfsilbigen Versen anstelle der sonst bevorzugten Vierzeiler. Außerdem ist sie auffällig durch den Chiasmus in „Cure più liete; / Più liete immagini“ und den Gebrauch von Paroxytonen (Betonungen auf der vorletzten Silbe). Metastasio hatte wohl ursprünglich vor, nach dieser Arie das Duett „Bella dea, non più rigore“ einzufügen, das später von Bruno Brunelli in Budapest wieder aufgefunden wurde. Darin haben Venus und Hymenaios ebenfalls Junos Schmollen bemerkt und ermuntern sie dazu, sich zu erklären. Dieses Duett hätte den dramatischen Charakter des Werks verstärkt, gleichzeitig aber dessen Gleichgewicht zerstört.
Mit der Beschreibung des Trojanischen Krieges verfolgte Metastasio möglicherweise die Absicht, nach dem Siebenjährigen Krieg an eine allgemeine Aussöhnung zu appellieren. Dies hätte der neuen Politik Österreichs entsprochen. Allerdings hatte es keine Feindseligkeiten zwischen dem Hof von Parma und dem von Madrid gegeben. Diese pazifistische Haltung findet sich bereits in seiner Serenata Egeria des vorausgegangenen Jahres. Zur allgemeinen Harmonie der anderen Charaktere bildet Juno mit ihrer mürrischen Haltung einen Kontrast. Sie hält das Erbe der Vergangenheit aufrecht, zeigt aber im Gegensatz zu Metastasios früheren Darstellungen von mythologischen Allegorien deutlich mehr Persönlichkeit. Sie ist weniger vorhersehbar und auch humorvoller als die anderen Charaktere.

## Digitalisate
1. ↑  Libretto (italienisch) als Digitalisat beim Münchener Digitalisierungszentrum. In: Opere del signor abate Pietro Metastasio, Band 11, Herissant, Paris 1782, S. 211 ff.